# Facteur de transcription AP-1

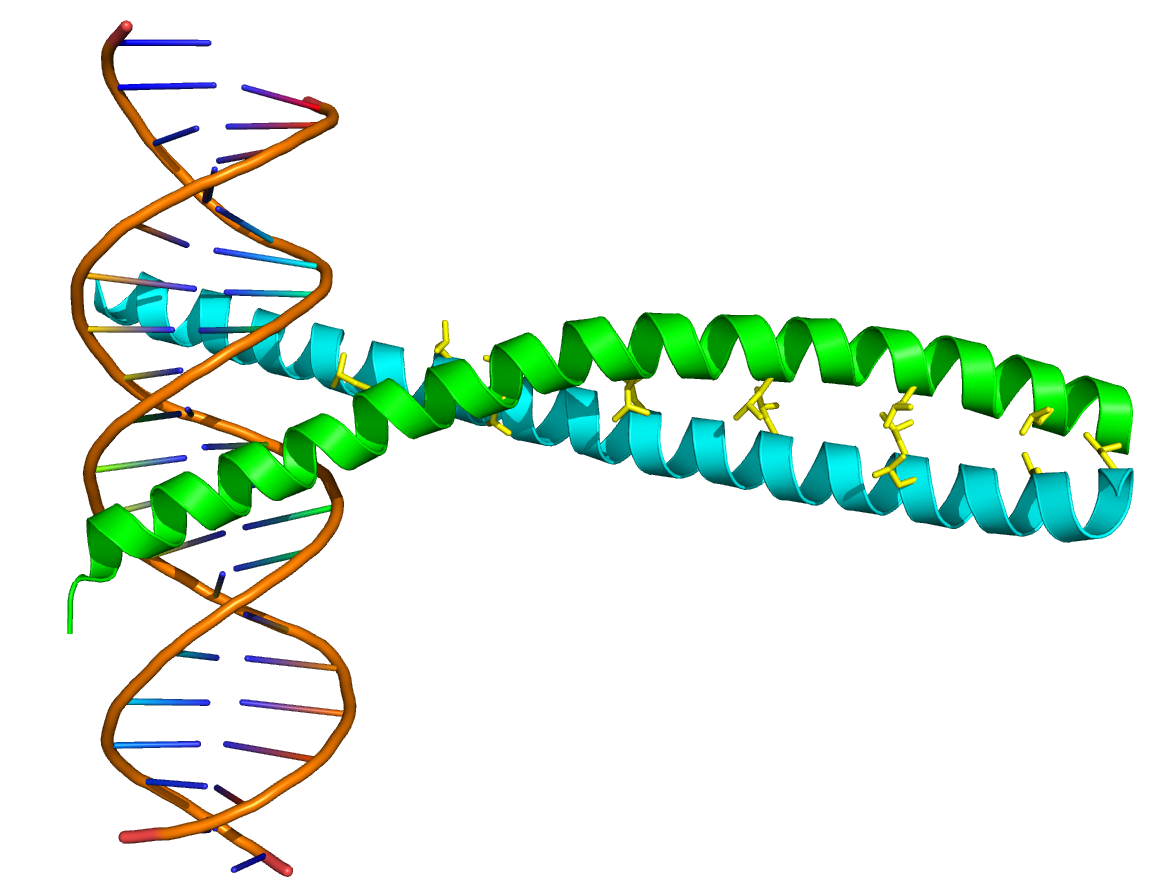
Complexe AP-1/ADN. Structure cristallographique d'un héterodimère composé de c-Fos (bleu) et c-Jun (vert) lié à l'ADN (marron).

Dans le domaine de la biologie moléculaire, la protéine activatrice 1 (AP-1) est un facteur de transcription héterodimérique composé de protéines appartenant aux familles de c-Fos, c-Jun, ATF et JDP. 
Il est impliqué dans la régulation de l'expression  de gènes impliqués dans la réponse à divers stimuli, comme les cytokines, facteurs de croissance, stress et infections virales ou bactériennes. AP-1 contrôle, de cette manière, divers processus cellulaires comprenant la différenciation, la prolifération et l'apoptose.
AP-1 présente la capacité de déclencher la transcription des gènes qu'ils contiennent des éléments de réponse au 12-Ou-tetradecanoilforbol-13-acétate (TPA), caractérisés par la séquence 5'-TGAG/CTCA-3'. AP-1 se lie à l'ADN par l'intermédiaire d'une région de sa séquence riche en acides aminés basiques, alors que la structure dimérique est formée par une glissière à leucine.

## Régulome
| Active     | AMPc, IL-2, CREB, WEE1, OPN, Prodynorphine (en), MMP, calpaïne-2, cyclines kinases-dépendantes G1, BMP-4, récepteur H1, cycline D1, GC-À, TGF-b, NOTCH4, Blimp-1, FasL, TNF-α, c-jun, Bcl-xl, ECs, miR-21, Cox-2, PtdIns(3,5)P2, facteur tissulaire, HMG-I/Et, PTH (rP), éléments de réponse à TPA, protéine Gap-43, hMT IIA, TGF-B1, IL-8, IL-4, IL-5, GM-CSF, hGSTP1, Egr-1, fibronectine,, miR-21 |
| Inhibe     | PAI-1, Collagène, HNF-1, Ostéocalcine, |
| Activé par | PDTC, IE1, JNK, RIP2, TPA, PDCD4, KSHV, MAPK, Serralysine, PRL, K15, Acide lipoïque, ester de phorbol, cytokines, |
| Inhibé par | MIF, BATF |